# Haus Balliol
Das Haus Balliol ist eine Familie des schottischen Adels. Sie trat erstmals Anfang des 12. Jahrhunderts auf. Die Familie stammt vermutlich ursprünglich aus Bailleul (niederländisch Belle) in Nordfrankreich an der Grenze zu Flandern und war auch in Bailleul-en-Vimeu in der Picardie ansässig und begütert. Sie ist durch Guy de Balliol (Balliol ist die anglisierte Form von Bailleul), der für König Wilhelm II. von England kämpfte, nach Nordengland gelangt, da dieser dort mit Grundbesitz für seine geleisteten Dienste belehnt wurde. Durch Heirat erlangte die Familie Anspruch auf den schottischen Thron. 1292 wurde John Balliol von König Eduard I. von England als König der Schotten eingesetzt, dieser zwang ihn aber bereits vier Jahre später zur Abdankung. Sein Sohn Edward Balliol usurpierte 1322 den Thron, konnte sich aber ebenfalls mit englischer Hilfe bis 1336 halten.

Balliol arms: Gules an orle argent

## Stammliste

### Die Ursprünge
1. NN[2]
  1. Guy de Balliol, zwischen 1130 und 1133 bezeugt; ⚭ Dionisia
    1. Tochter; ⚭ William Bertram
      1. Roger Bertram, † wohl nach 1149/52

  2. Sohn
    1. Bernard de Balliol, † zwischen 1154 und 1162; ⚭ Matilda
      1. Ingram, † vor 1150
      2. Guy
      3. Eustace, † nach 1166
      4. Bernard de Balliol, † um 1190; ⚭ Agnes de Pinkeney

    2. Hugh de Balliol († um 1181)
      1. Eustace de Balliol, † um 1209; ⚭ (1) Ada de Fountain; ⚭ (2) 1194 Petronella, Witwe von Robert Robert FitzPeter
        1. Hugh de Balliol, † um 2. Mai 1229, Lord of Biwell, Lord of Hiche, Essex; ⚭ Cecilie de Fontaines, Tochter von Alleaume de Fontaines und Laure de Saint-Valéry
          1. John de Balliol of Barnard Castle, † vor 27. Oktober 1268 – Nachkommen siehe unten
          2. Ada de Balliol, † Ende Juli 1251; ⚭ John FitzRobert of Warkworth, County Northumberland, † 1240, Sohn von Robert FitzRoger of Warkworth und Margery de Chesney
          3. Eustace de Balliol, † nach 15. Jun 1230
          4. Ingram de Balliol
          5. Bernard de Balliol
          6. Henry de Balliol, † nach (wohl Oktober) 1215

        2. Ingram de Balliol († vor 1244) ⚭ Tochter von Walter of Berkeley
        3. Bernard de Balliol
        4. Henry de Balliol, † vor 15. Oktober 1246
          1. Guy de Balliol († 1265)
          2. Alexander de Balliol ⚭ Isabel of Chilham
          3. William de Balliol
          4. Ada de Balliol
          5. Lora ⚭ Gilbert de Gaunt (oder Gant)

      2. Hawise
      3. Hawise (...et altera Hawisa)

    3. Jocelyn de Balliol, 1153/58 bezeugt
    4. Ralph de Balliol, Mönch
    5. Tochter; ⚭ Hugh
      1. Roger FitzHugh
      2. John FitzHugh

### Die königliche Familie
1. John Balliol, † vor 27. Oktober 1268; ⚭ um 1233 Dervorguilla of Galloway, † 28. Januar 1290, Tochter von Lord Alan und Margaret of Huntingdon[3] – Vorfahren siehe oben
  1. Hugh, † vor 10. April 1271
  2. Alan
  3. Alexander, † vor 13. November 1278
  4. John Balliol, † April 1315, 1292 König der Schotten, dankte 1296 ab; ⚭ vor 7. Februar 1281 Isabella de Warenne, Tochter von John de Warenne, 6. Earl of Surrey, und Alice de Lusignan
    1. Edward Balliol, † 1363, 1332 (Gegen-)König der Schotten, resign. 20. Januar 1356; ⚭ geschieden 1344, Margarete von Tarent, † nach 1374, Tochter von Fürst Philipp I. von Tarent (Haus Anjou), sie heiratete in zweiter Ehe François II. des Baux (del Balzo), 1352 Duca di Andria, † 1353 (Haus Les Baux)
    2. Henry Balliol, X 16. Dezember 1332 in der Schlacht von Annan

  5. Ada; ⚭ 1266 William de Lindsay
  6. Cecily, † 1289
  7. Alianore; ⚭ John Comyn, Lord of Badenoch (Adliger, † um 1302), † 1302, Thronprätendent
    1. John Comyn, Lord of Badenoch (Adliger, † 1306), † 1306

### Weblink
- Charles Cawley, Medieval Lands, Kings of Scotland (Balliol) (online, abgerufen am 8. Juni 2019)